# Антъни Бурдейн
Антъни Бурдейн (на английски: Anthony Bourdain) е известен американски ресторантьор, телевизионна личност и автор на много книги, касаещи ресторантьорският бизнес.

## Биография
Роден е на 25 юни 1956 г. в Ню Йорк, но израства в Лиония, Ню Джърси. По бащина линия Бурдейн е от френски произход – дядо му емигрира след Втората световна война в Щатите. Бурдейн посещава Vassar College за две години и се отказва, но по-късно завършва Culinary Institute of America в Ню Йорк през 1978 г. По това време работи в няколко ресторанти като Supper Club, One Fifth Avenue и Sullivan’s. 
Редовно сътрудничи на списания и вестници, и статиите му за кулинарните тайни се появяват на страниците на „Таймс“, „Ню Йорк Таймс“, „Обзървър“, „Face“, „Scotland on Sunday“ и „Food Arts“. Статията му „Не яжте, преди да прочетете това“, публикувана в „The New Yorker“, става невероятно популярна и като нейно естествено продължение през 2000 г. се ражда автобиографичният роман „Поверително от кухнята“. Книгата предлага поглед зад лъскавия свят на ресторантските салони и разкрива личната история на Бурдейн. Превръща се в световен бестселър. В нея Бурдейн описва момента, в който пламва любовта му към храната – опитвайки за първи път стрида направо от рибарска лодка в Южна Франция.
Успехът на книгата на Бурдейн води до появата на телевизионната поредица „A Cook`s Tour“, която бива продуцирана през 2002 г. от телевизионния канал Food Network. В поредица от 22 епизода Бурдейн представя пътуванията си из различни държави по света в търсене на перфектното ястие. Подобно на Дарвин той се възхищава от нестандартните ястия и техники на готвене. По собствените му думи той е опитвал овчи тестиси в Мароко, яйца от мравки в Мексико и око на тюлен на „забравено от бога място“. Едноименната книга, написана след края на пътешествието му, става отново изключително популярна и стига до върховете на американските и британски класации. Кулинарните му книги с рецепти също имат голям успех сред професионалистите и любителите.
През 2005 г. стартира и новата телевизионна поредица на Бурдейн „Антъни Бурдейн: Без задръжки“, на която Бурдейн е водещ и в същото време готви, понякога странни вкусотии като препечен ректум от африкански глиган. Сериите стават хит сред зрителите на Travel Channel. В края на 2011 г. се появява и поредната му телевизионна изява – „The Layover“.
От 1998 г. до края на живота си Антъни Бурдейн е главен готвач на „Brasserie Les Halles“ в Манхатън, като през годините ресторантите стават пет и се намират в различни точки на Америка, като Вашингтон, Ню Йорк, Маями и др. Той е специалист в изисканата френската кухня.
В първите години на кулинарната си кариера Антъни Бурдейн има издадени два криминални романа – „Gone Bamboo“ (1997) и „Bone in the Throat“ (1995). Антъни Бурдейн е един от добрите примери на преодоляване на зависимостта към хероин и кокаин.
През есента на 2017 г. той открито казва, че ресторантьорският бизнес е място за дискриминация на жените и че трябва да си мазохист, за да оцелееш в този бизнес. Последният му проект е откриването на международен пазар за храна в Ню Йорк, струващ $60 млн., като идеята идва от многобройните му пътувания до Сингапур.
На 8 юни 2018 г. Бурдейн е намерен мъртъв в резултат на самообесване в стаята си в хотел Льо Шамбар в Кайзерсберг, Франция. Тялото му не издава следи от насилие, а токсикологичните тестове за наличието на наркотици в кръвта му са отрицателни.

## Произведения

### Самостоятелни романи
- Bone in the Throat (1995)
- Gone Bamboo (1997)
- Bobby Gold (2001)
- The Bobby Gold Stories (2003)
- No New Messages (2010)[6]

### Документалистика
- Kitchen Confidential (2000)
- Typhoid Mary (2001)
- A Cook's Tour (2001)
- The Nasty Bits (2006)
- No Reservations (2007)
- The Best American Travel Writing 2008 (2008)
- No Reservations Calendar 2010 (2009)
- Medium Raw (2010)
- A Moveable Feast (2010) – с Марк Курлански и Андрю Зимерн
- Grill'n & Chilli'n (2015)
- Bourdain's Perfect Burger (2016)
- Appetites (2016)